# 위팔노근
위팔노근(brachioradialis muscle) 또는 상완요골근(上腕撓骨筋)은 팔꿈치에서 팔뚝(아래팔, forearm)을 구부리는 아래팔의 근육이다. 아래팔의 위치에 따라 엎침과 뒤침 양쪽 모두가 가능하다. 위팔노근은 위팔뼈의 가쪽관절융기위능선(lateral supracondylar ridge)에서 시작하여 힘줄을 통해 노뼈의 먼쪽 붓돌기(distal styloid process)에 닿는다.

## 구조
위팔노근은 아래팔의 가쪽 얕은층에 위치하는 방추형의 근육으로, 위팔뼈의 가쪽관절융기위능선에서 일어나 노뼈 붓돌기의 바닥에 닿는다. 팔꿈치 근처에서 위팔노근은 팔오금(cubital fossa)의 가쪽 경계를 형성한다.

### 신경 지배
거의 모든 부분이 아래팔의 앞쪽에서 보이지만, 위팔노근은 뒤칸(posterior compartment)에 속하는 근육이므로 노신경(radial nerve)의 지배를 받는다. 노신경이 지배하는 근육 중 노신경이 직접 분포하는 근육 4개 중 하나로, 나머지 3개는 위팔세갈래근(triceps brachii muscle), 팔꿈치근(aconeus muscle), 긴노쪽손목폄근(extensor carpi radialis longus muscle)이다. 노신경이 지배하는 다른 모든 아래팔 뒤칸 근육에는 노신경 깊은가지가 분포한다.

### 혈액 공급
노쪽되돌이동맥(radial recurrent artery)이 혈액을 공급한다.

## 기능
위팔노근은 팔꿈치에서 아래팔을 굽힌다. 아래팔을 엎치면(pronate) 위팔노근은 굽혀지면서 뒤쳐지는(supinated) 경향이 있다. 반대로 아래팔을 뒤친 자세에서는 위팔노근이 굽혀지면서 엎쳐지는 경향이 있다. 위팔두갈래근(biceps brachii muslce)을 보조하기도 한다.
아래팔이 노자관절(radioulnar joint)에서 엎침과 뒤침 사이의 중간 위치에 있을 때 위팔노근은 더 강하게 팔꿈치를 굽힌다. 아래팔이 엎침 상태일 때 팔꿈치를 굽히는 경우, 위팔두갈래근보다 위팔노근이 더 강하게 팔꿈치를 굽힌다.
위팔노근의 닿는 곳은 팔꿈치의 받침점에서 멀리 떨어져 있기 때문에, 위팔노근은 위팔근(brachialis muscle)이나 위팔두갈래근만큼 큰 관절의 돌림힘을 생성하지는 못한다. 위팔노근은 주로 팔꿈치에서 위팔두갈래근과 위팔근이 이미 부분적으로 굽혀진 경우에 효과적이다. 위팔노근은 특히 빠른 움직임이 필요할 때와 무거운 물건을 들어 올려 아래팔이 느리게 굽혀질 때 팔꿈치에서 아래팔을 굽힌다.
또한 위팔노근은 망치질과 같이 팔꿈치를 빠르게 굽히고 펴는 동안 팔꿈치를 안정화하는 데 사용된다. 위팔근이나 위팔두갈래근과 협동근이며, 위팔세갈래근이나 팔꿈치근과는 대항근이다.